# Owen González
Owen de Jesús González Ojeda (Concepción del Oro, Zacatecas, México, 20 de julio de 2003) es un futbolista mexicano. Juega de mediocampista ofensivo y su equipo actual es el Puebla Fútbol Club de la Primera División de México.

## Trayectoria

### Club de Fútbol Pachuca
Owen debutó en el empate a un gol entre el Querétaro Fútbol Club y el Club de Fútbol Pachuca, partido correspondiente a la cuarta jornada del Apertura 2023 disputado el 20 de agosto de 2023.
Ha anotado dos goles en Primera División de México con su equipo. Como jugador ha logrado conseguir el título de Copa de Campeones de la Concacaf 2024. Pachuca venció en la final al Columbus Crew por 3:0 y Owen González disputó 13 minutos en la final, en reemplazo de Miguel Emilio Rodríguez Macías.

## Estadísticas

### Clubes
| Club                   | División                   | Partidos | Goles |
| ---------------------- | -------------------------- | -------- | ----- |
| Club de Fútbol Pachuca | Primera División de México | 26       | 2     |

## Palmarés

### Títulos internacionales
| Título                           | Club          | País   | Año  |
| -------------------------------- | ------------- | ------ | ---- |
| Copa de Campeones de la Concacaf | C. F. Pachuca | México | 2024 |